# Neuartige Rundfunkempfangsgeräte
Neuartige Rundfunkempfangsgeräte ist ein deutscher Rechtsbegriff aus dem 8. Rundfunkänderungsstaatsvertrag vom 15. Oktober 2004, mit welchem der Rundfunkgebührenstaatsvertrag (RGebStV) in die ab dem 1. März 2005 geltende Fassung ergänzt wurde. Er umfasste nach dem Willen des Gesetzgebers alle Geräte, mit denen die über das Internet verbreiteten Rundfunkangebote genutzt werden können. Dadurch wurde der Kreis der Rundfunkgebührenpflichtigen ausgedehnt. Seit dem 1. Januar 2013 ist der Begriff für die Erhebung von Abgaben nicht mehr maßgeblich, denn die Rundfunkgebühr wurde durch einen geräteunabhängigen Rundfunkbeitrag ersetzt.

## Auswirkungen
Folgende Geräte waren betroffen:
- Computer – ausgebaute Soundkarten und nicht vorhandene DSL-Anschlüsse befreiten nicht von der Gebührenpflicht[2]
- Mobiltelefon mit Internetzugang

Nachdem bis Ende 2006 keine Gebühren erhoben worden waren (§ 11, Übergangsbestimmungen), wurde von Januar 2007 bis Dezember 2012 für die sogenannten Neuartigen Rundfunkempfangsgeräte eine Gebühr (zuletzt 5,76 € pro Monat) erhoben. Gleichzeitig trat eine umfassende Gebührenbefreiung für Zweitgeräte in Kraft.
| „1 Für neuartige Rundfunkempfangsgeräte (insbesondere Rechner, die Rundfunkprogramme ausschließlich über Angebote aus dem Internet wiedergeben können) im nicht ausschließlich privaten Bereich ist keine Rundfunkgebühr zu entrichten, wenn 1. die Geräte ein und demselben Grundstück oder zusammenhängenden Grundstücken zuzuordnen sind und 2. andere Rundfunkempfangsgeräte dort zum Empfang bereitgehalten werden. 2 Werden ausschließlich neuartige Rundfunkempfangsgeräte, die ein und demselben Grundstück oder zusammenhängenden Grundstücken zuzuordnen sind, zum Empfang bereitgehalten, ist für die Gesamtheit dieser Geräte eine Rundfunkgebühr zu entrichten.“ |

Ziel war die Vermeidung der Gebührenpflicht für jedes in einem Unternehmen genutzte Gerät gemäß dieser Definition. Die Gebührenpflicht wurde damit auf eine Gebühr je Betriebsgelände reduziert, was für Filialisten jedoch nur eine geringfügige Erleichterung ist.
Der Rundfunkgebührenstaatsvertrag (RGebStV) regelte die Erhebung der Rundfunkgebühren. In diesem Gesetz fand der Begriff Internet-PC keine Erwähnung. Prinzipiell wurden darin alle Geräte, die Rundfunkprogramme nicht-zeitversetzt darstellen oder aufzeichnen können, als gebührenpflichtige Rundfunkempfangsgeräte definiert. „Neuartige Rundfunkempfangsgeräte“, als die der Gesetzgeber besonders Rechner verstand, „die Rundfunkprogramme ausschließlich über Angebote aus dem Internet wiedergeben können“, waren nach der alten, bis 31. März 2005 gültigen Fassung des RGebStVs zufolge von den Rundfunkgebühren befreit. In der neuen Fassung galt diese Befreiung nur noch bis 31. Dezember 2006.
Laut § 1 Rundfunkgebührenstaatsvertrag (RGebStV) genügte allein das Bereithalten eines Rundfunkempfangsgerätes „unabhängig von Art, Umfang und Anzahl der empfangbaren Programme“. Der Umfang der Gebührenpflicht wurde in der Begründung zum RGebStV so definiert: „Nur wenn dort keine entsprechenden herkömmlichen Rundfunkempfangsgeräte zum Empfang bereitgehalten werden, ist für die Bereithaltung von neuartigen Geräten, die Hörfunkempfang ermöglichen, eine Grundgebühr und für solche, die Fernsehempfang ermöglichen, zusätzlich eine Fernsehgebühr zu entrichten“.
Die zusätzlichen Erträge aus den Gebühren für neuartige Rundfunkempfangsgeräte wurden im 15. Bericht der Kommission zur Ermittlung des Finanzbedarfs der Rundfunkanstalten auf rund 30 Mio. Euro jährlich geschätzt. Einige gesellschaftliche Gruppen mögen stärker betroffen gewesen sein als andere, etwa die kleinen Selbständigen mit beruflich genutztem Internet-PC.

## Medienpolitischer Hintergrund

### Internet und Rundfunk
Die 2007 zur Richtlinie über Audiovisuelle Mediendienste novellierte Fernsehrichtlinie bezieht auf europäischer Ebene über das Internet übertragene Medien in den bisher dem Fernsehen vorbehaltenen Regelungsrahmen mit ein, aber nur, wenn diese den Charakter von Massenmedien erreichen. Untersuchungen in den letzten Jahren haben gezeigt, dass über das Internet oder als IPTV übertragene Inhalte einen Massenmediencharakter haben können, aber von dem bisherigen Regelungsrahmen nicht erfasst werden, da dieser allein auf die technische Übertragung (Rundfunk) abzielt.
In Deutschland sah die Bayerische Landeszentrale für neue Medien (BLM) bereits im Juli 2008 bereits ab 500 Zuschauern ein genehmigungspflichtiges Internet-Fernseh-Angebot. In weiterer Folge wurden diese Überlegungen auch den 12. Rundfunkänderungsstaatsvertrag übernommen.

### Beliebiger Empfangsweg
Die Rundfunknutzung ist in § 1 Abs. 1 des RGebStV allgemein definiert: „Rundfunkempfangsgeräte im Sinne dieses Staatsvertrages sind technische Einrichtungen, die zur drahtlosen oder drahtgebundenen, nicht zeitversetzten Hör- oder Sichtbarmachung oder Aufzeichnung von Rundfunkdarbietungen (Hörfunk und Fernsehen) geeignet sind“. Dies umfasst begrifflich („oder drahtgebundenen“) auch über das Internet gestreamte Rundfunkangebote (Internetradio, Internetfernsehen/Internet Protocol Television, Mobiles Fernsehen), auch wenn der Begriff „Rundfunk“ dies erst einmal nicht beinhaltet.
Eine derartige Begriffsbestimmung findet sich auch im 5. Rundfunk-Urteil von 1987 und in der Novelle der Fernsehrichtlinie zur Richtlinie über audiovisuelle Mediendienste von 2007.

## Rechtsprechung
Nachdem es zu unterschiedlichen Ansichten und Urteilen auch bei den obersten Ländergerichten zur Gebührenpflicht bei den neuartigen Empfangsgeräten kam, bestätigten das Bundesverwaltungsgericht am 27. Oktober 2010
und das Bundesverfassungsgericht am 22. August 2012 die grundsätzliche Gebührenpflicht auch bei ausschließlich beruflich genutzten Geräten.

## Kritik
Das öffentliche Internet konnte in Deutschland nur deswegen zum kostenpflichtigen sogenannten „neuartigen Rundfunk“ deklariert werden, da die Sendeanstalten ihre Inhalte freiwillig über das Internet angeboten haben. Wären die Inhalte nicht angeboten worden, gäbe es keine juristische Grundlage für die Erweiterung. Somit konnte von Haushalten, die bisher kein klassisches Rundfunkempfangsgerät mehr bereithielten und somit auch kein Interesse an den Angeboten der Rundfunkanstalten hatten, trotzdem die Rundfunkgebühr eingefordert werden. Eine bis dahin mögliche Rundfunkabstinenz wurde damit praktisch unmöglich gemacht. 
Diese Kritik wird besonders offensichtlich, wenn man sich vorstellt, dass ein privater Inhalteanbieter wie zum Beispiel Netflix so vorgehen würde, indem er eine unbestellte Leistung erbringt.

### Kritik am Begriff „Neuartiges Rundfunkgerät“
Der sogenannte „neuartige Rundfunk“ ist kein Rundfunk im herkömmlichen Sinne, sondern Telekommunikation funktionsgleich mit dem Übertragen von Rundfunkinhalten über ein herkömmliches Telefon, bei dem die Auswahl des Teilnehmers/Angebotes über eine einer Telefonnummer funktionsidentische Internetadresse erfolgt. Bei Rundfunk erfolgt die Auswahl des Programms hingegen über die Auswahl der Sendefrequenz.
Die Rundfunkanstalten senden ihre Programme ohne besondere Anforderung. Beim Internet werden Daten erst auf explizite Anforderung eines Teilnehmers gesendet. Es gibt im Internet daher keine empfangbaren Darbietungen, sondern lediglich individuelle Angebote zum Download.
Im Gegensatz zum Rundfunk, bei dem alle Rundfunkteilnehmer alle Programme gleichzeitig empfangen können, wird beim Internet jedes Datenpaket nacheinander individuell an den betreffenden Empfänger gesendet. Zudem werden die Inhalte aus den Paketen mindestens so lange in einem Puffer gehalten, bis sich eine Ansammlung von Daten dekodieren lässt (bei Videoübertragungen: ein Keyframe, bei Audio beispielsweise ein MP3-Frame). Zur Vermeidung von stockender Wiedergabe bei schwankender Datenrate oder Leitungsauslastung wird außerdem so gut wie immer noch deutlich mehr gepuffert (mehrere Sekunden). Das führt zu einem Zeitversatz bei der Darstellung.
Es wurde daher mitunter bezweifelt, dass ein Telekommunikationsgerät wie ein Computer mit Internetanschluss die Kriterien des Rundfunkgebührenstaatsvertrages überhaupt erfüllen kann.
Die Kosten für die Verbreitung der Rundfunksendungen sind bei herkömmlichem Rundfunk unabhängig von der Anzahl der Rundfunkteilnehmer. Nicht so beim Abruf über das Internet. Insbesondere die Streamingkosten, die bei einer intensiven Nutzung der Internetseiten der Rundfunkanstalten anfallen, können zu einer zusätzlichen finanziellen Belastung der Rundfunkanstalten führen.

### Kritik an der allgemeinen Gebührenpflicht
Gelegentlich wurde von den Kritikern angeführt, dass es technisch generell möglich sei, den Zugriff auf die im Internet bereitgestellten Inhalte zu kontrollieren, beziehungsweise sogar ausschließlich für Gebührenzahler verfügbar zu machen (zum Beispiel durch Zugangskontrolle per Kundennummer), was beim Rundfunk im klassischen Sinne nicht möglich ist. Der GEZ beziehungsweise dem Gesetzgeber wurde auf Grundlage dieser Kritik oftmals technisches Unverständnis bezüglich des Internets vorgeworfen.